# Салопаткіна
Салопа́ткіна (рос. Салопаткина) — присілок у складі Пишминського міського округу Свердловської області.
Населення — 3 особи (2010, 4 у 2002).
Національний склад станом на 2002 рік: росіяни — 100 %.